# Tennessee Champ
Pour plus de détails, voir Fiche technique et Distribution.
Tennessee Champ est un film américain de Fred M. Wilcox, sorti en 1954.

## Synopsis
Un homme se retrouve contraint de combattre comme un boxeur sur le ring après un malentendu.

## Fiche technique
- Titre original : Tennessee Champ
- Réalisation : Fred M. Wilcox
- Production : Sol Baer Fielding
- Société de production et de distribution : Metro-Goldwyn-Mayer
- Scénario : Art Cohn, d'après l'histoire The Lord in His Corner d'Eustace Cockrell
- Musique : Conrad Salinger
- Photographie : George J. Folsey
- Montage : Ben Lewis
- Direction artistique : Daniel B. Cathcart et Cedric Gibbons
- Décors : Arthur Krams et Edwin B. Willis
- Pays de production : États-Unis
- Langue : anglais
- Format : Couleur (Anscocolor Technicolor) - 35 mm - 1,66:1 - Son : Mono (Western Electric Sound System)
- Genre : Drame
- Durée : 73 minutes
- Date de sortie:
  - États-Unis : 5 mars 1954

## Distribution
- Shelley Winters : Sarah
- Keenan Wynn : Willy
- Dewey Martin : Danny
- Earl Holliman : Happy Jackfield
- Dave O'Brien : Luke MacWade
- Charles Bronson : Sixty Jubel
- Yvette Duguay : Blossom
- Frank Richards : J.B. Backett
- Jack Kruschen : Andrews